# Croix de carrefour du chemin de Jambles
La croix de carrefour du chemin de Jambles est une croix de chemin située sur le territoire de la commune de Saint-Denis-de-Vaux dans le département français de Saône-et-Loire et la région Bourgogne-Franche-Comté.

## Historique
Elle fait l'objet d'un classement au titre des monuments historiques depuis le 15 décembre 1928.